# Entomolepis ovalis
Entomolepis ovalis är en kräftdjursart som beskrevs av Brady 1899. Entomolepis ovalis ingår i släktet Entomolepis och familjen Entomolepidae. Inga underarter finns listade i Catalogue of Life.